# شاه‌قاسم
شاه‌قاسم، روستایی از توابع بخش سعدآباد در شهرستان دشتستان استان بوشهر واقع در ایران است.

## جمعیت
این روستا در دهستان وحدتیه قرار داشته و براساس سرشماری سال ۱۳۸۵ جمعیت آن ۵۵نفر (۹خانوار) می‌باشد.